# Oliver Provstgaard
Oliver Provstgaard, né le 4 juin 2003 à Copenhague au Danemark, est un footballeur danois. Il évolue au poste de défenseur central au Lazio Rome.

## Biographie

### En club
Né à Copenhague au Danemark, Oliver Provstgaard commence le football au Bredballe IF avant d'être formé par le Vejle BK. Il signe son premier contrat à quinze ans le 25 avril 2019, après s'être imposé avec l'équipe U17 du club, où il démontre ses capacités défensives, notamment dans les duels, et son leadership. Sa progression est freinée en novembre 2020. Touché aux ligaments croisés, il est absent des terrains pendant onze mois et ne joue pas pendant une grande partie de l'année 2021.
Le 14 avril 2022, il fait ses débuts en professionnel, lors d'une rencontre de championnat contre l'Odense Boldklub. Il est titularisé et son équipe est battue par deux buts à un.
Le 27 mai 2022, Provstgaard prolonge son contrat avec le Vejle BK. Considéré comme l'un des grands talents du club, le joueur de 18 ans est alors lié à Vejle jusqu'en juin 2026.
Le 3 février 2025, lors du mercato hivernal, Oliver Provstgaard rejoint l'Italie afin de s'engager en faveur de la Lazio Rome pour un contrat courant jusqu'en juin 2029.

### En sélection
Oliver Provstgaard représente le Danemark en sélection, depuis les moins de 16 ans, sélection avec laquelle il fait trois apparitions et marque un but, en 2019.
Il joue également avec les moins de 17 ans de 2019 à 2020, faisant au total neuf apparitions avec cette sélection.
Oliver Provstgaard est convoqué pour la première fois avec l'équipe du Danemark espoirs en novembre 2022, par le sélectionneur Jesper Sørensen. Il joue son premier match avec les espoirs lors de ce rassemblement, le 17 novembre 2022, lors d'un match amical face à la Suède. Il entre en jeu à la place d'Alexander Busch et les deux équipes se neutralisent (2-2 score final).
Il s'impose comme un joueur important de l'équipe espoir, officiant comme capitaine à plusieurs reprises en l'absence de Maurits Kjærgaard, la première fois le 17 octobre 2023 contre la Tchéquie (0-0 score final), ou encore le 26 mars 2024 lors de la victoire face à la Lituanie (3-0), où les jeunes danois jouent sur le terrain de son club, le Vejle Stadium.

## Statistiques
| Saison                | Club                  | Championnat           | Championnat | Championnat | Coupe(s) nationale(s) | Coupe(s) nationale(s) | Compétition(s) continentale(s) | Compétition(s) continentale(s) | Compétition(s) continentale(s) | Play-offs | Play-offs | Total | Total |
| Saison                | Club                  | Division              | M.          | B.          | M.                    | B.                    | Comp.                          | M.                             | B.                             | M.        | B.        | M.    | B.    |
| 2021-2022             | Vejle BK              | Superliga             | 5           | 0           | 2                     | 0                     | -                              | -                              | -                              | -         | -         | 7     | 0     |
| 2022-2023             | Vejle BK              | 1.Division            | 30          | 2           | 6                     | 0                     | -                              | -                              | -                              | -         | -         | 36    | 2     |
| 2023-2024             | Vejle BK              | Superliga             | 32          | 1           | -                     | -                     | -                              | -                              | -                              | -         | -         | 32    | 1     |
| Total sur la carrière | Total sur la carrière | Total sur la carrière | 67          | 3           | 8                     | 0                     | -                              | -                              | -                              | -         | -         | 75    | 3     |